# ヘンリクス・ホンディウス
ヘンリクス・ホンディウス（Henricus Hondius、1597年 - 1651年8月16日）は、オランダのエングレービング作家、地図製作者、出版者。

## 経歴
ヘンリクス・ホンディウスは、アムステルダムに生まれ、父は当地で地図製作事業を興した有名な地図製作者ヨドクス・ホンディウスで、母コレッテもエングレービング作家であった。ヘンリクスはメルカトルの1569年の世界地図の原版を入手し、これを補訂して、その1606年版を出版した。父が1612年に死去した後、ヘンリクスは義理の兄弟とともに共同で事業を運営した。1621年には、地元で自身の会社を立ち上げた。地図帳に彼の名が最初に記されたのは、1623年のことで、彼がメルカトル＝ホンディウス地図帳の第5版を出版した時であった。1628年以降、ヘンリクスは地図製作者ヤン・ヤンソニウスと組んで、一緒に事業を継続した。ヘンリクスはアムステルダムで死去した。
この人物は、（ラテン語形では同名の地図製作者）ヘンドリク・ホンディウスとは別の家系に属している。二つの異なる家族が、非常によく似た活動を同時期に展開していたのである。

## 作品

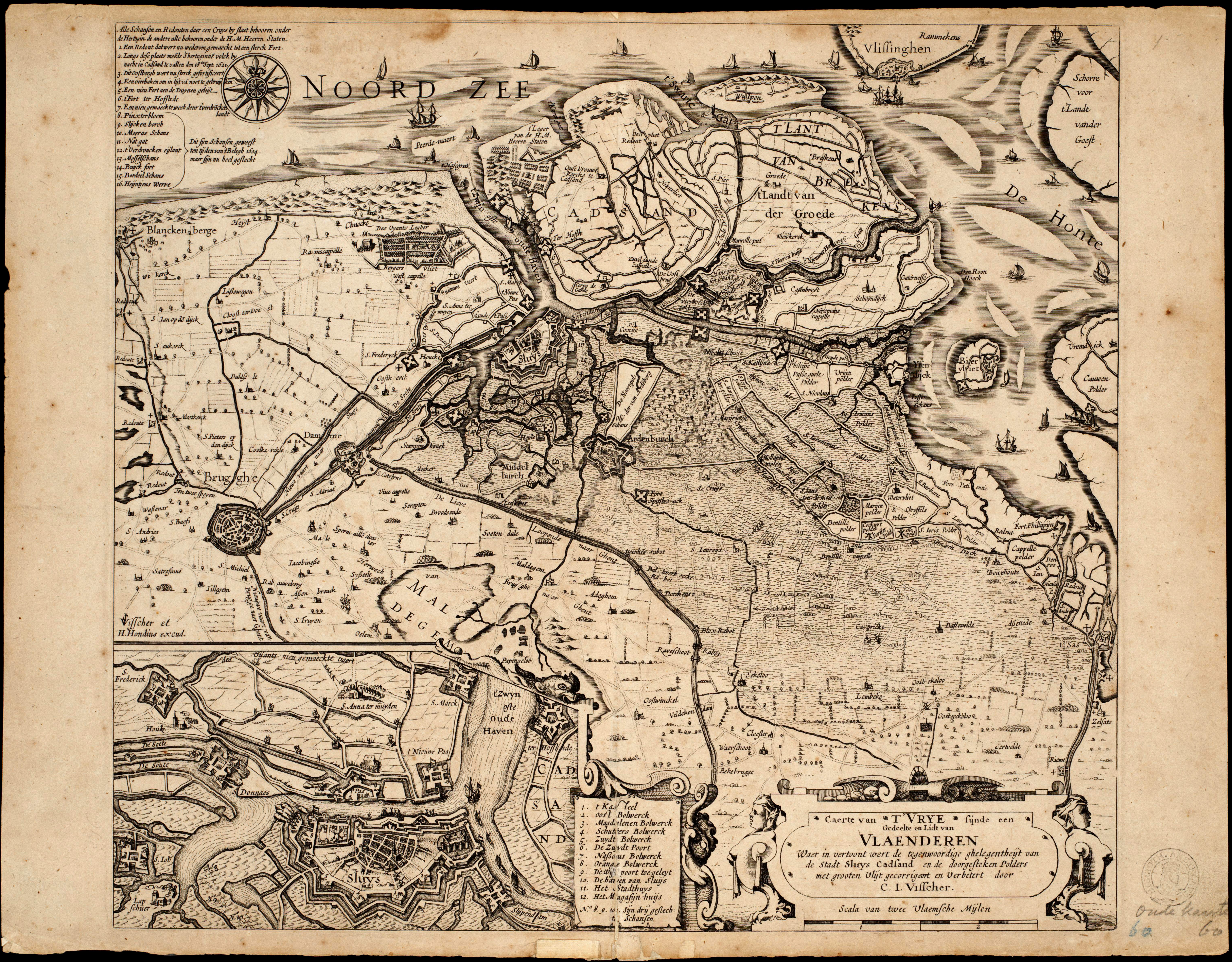
1622年のフランドル、東ゼーラントの地図
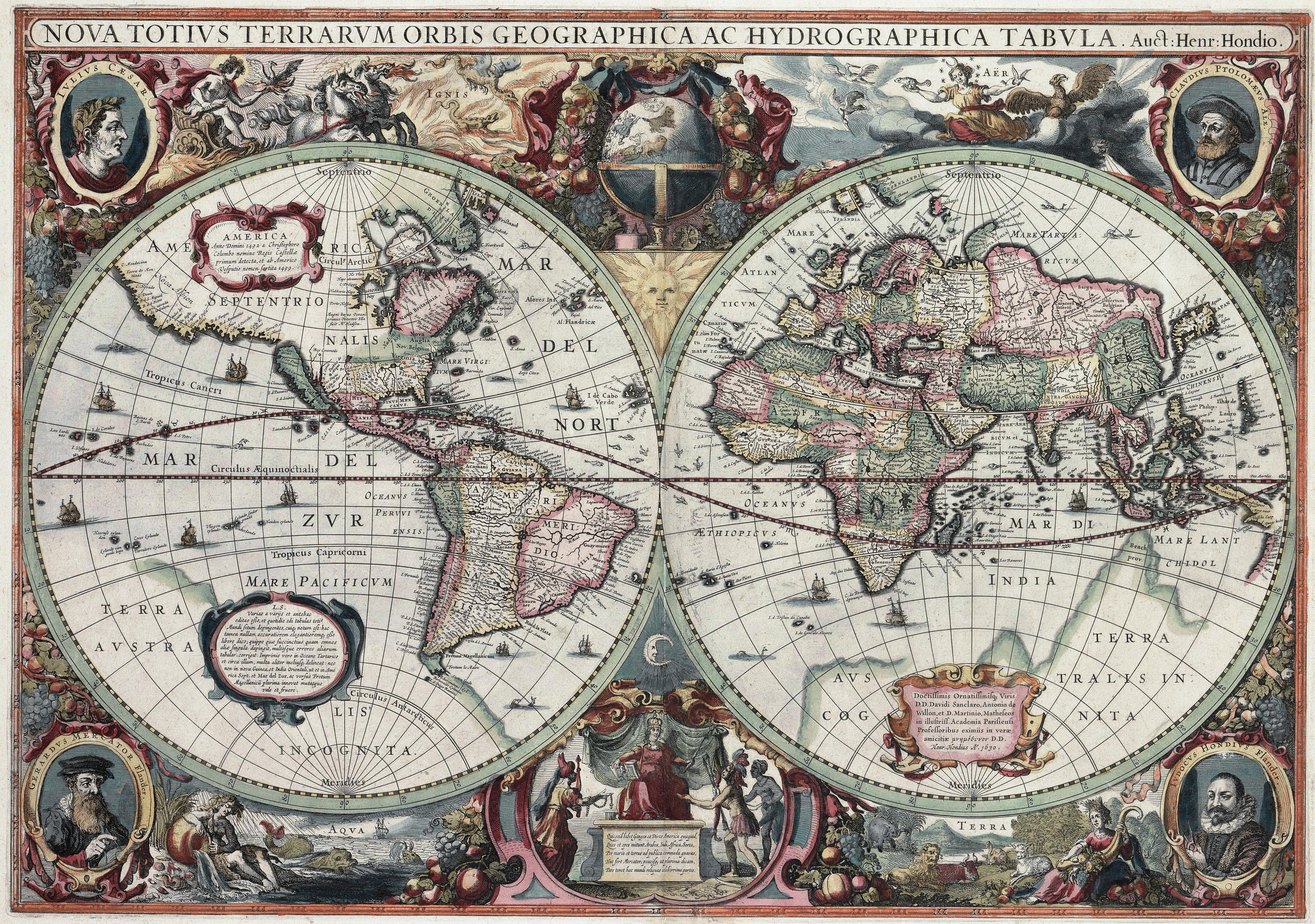
1630年の世界地図「Nova Totius Terrarum Orbis Geographica ac Hydrographica Tabula」
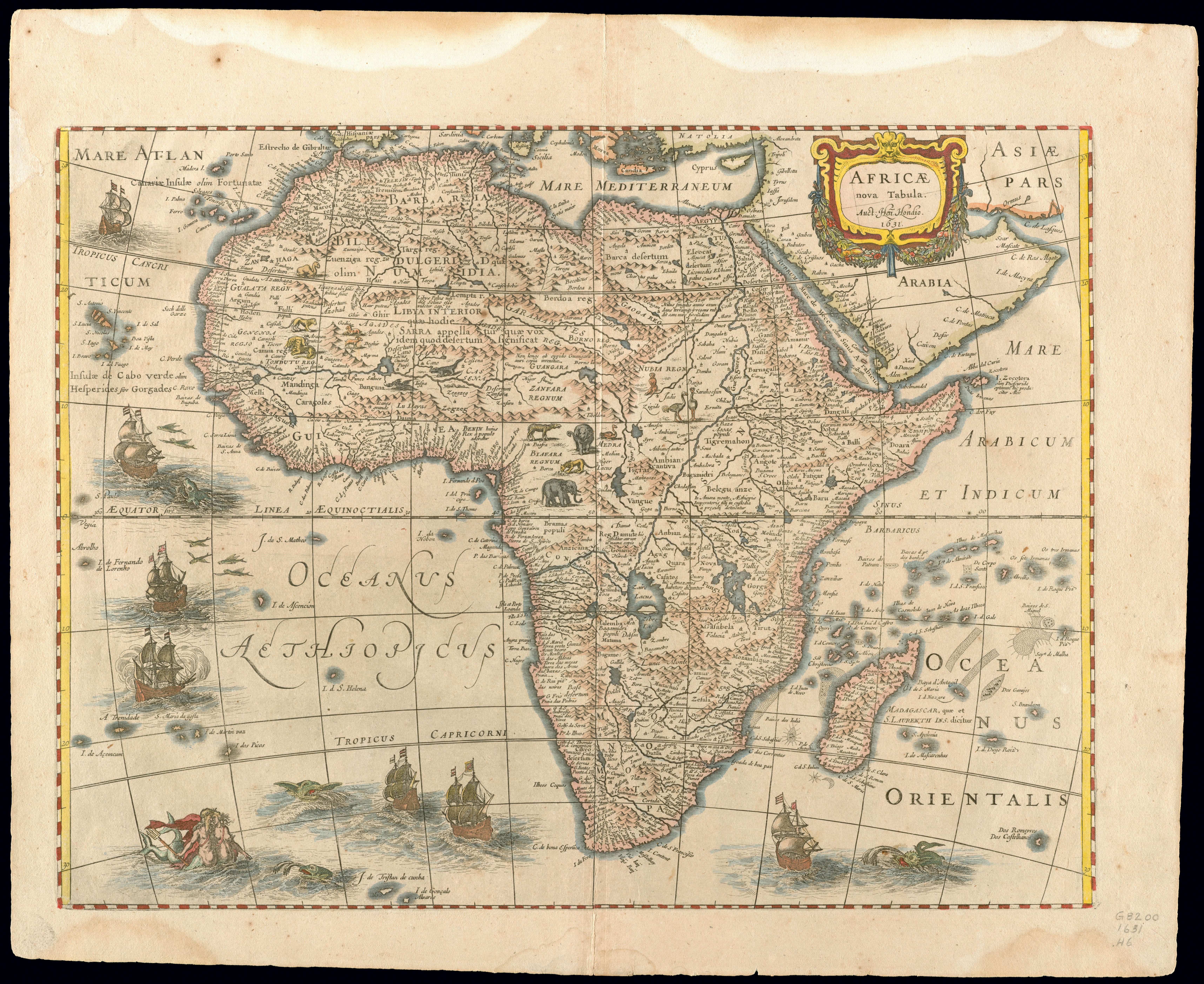
1631年のアフリカの地図
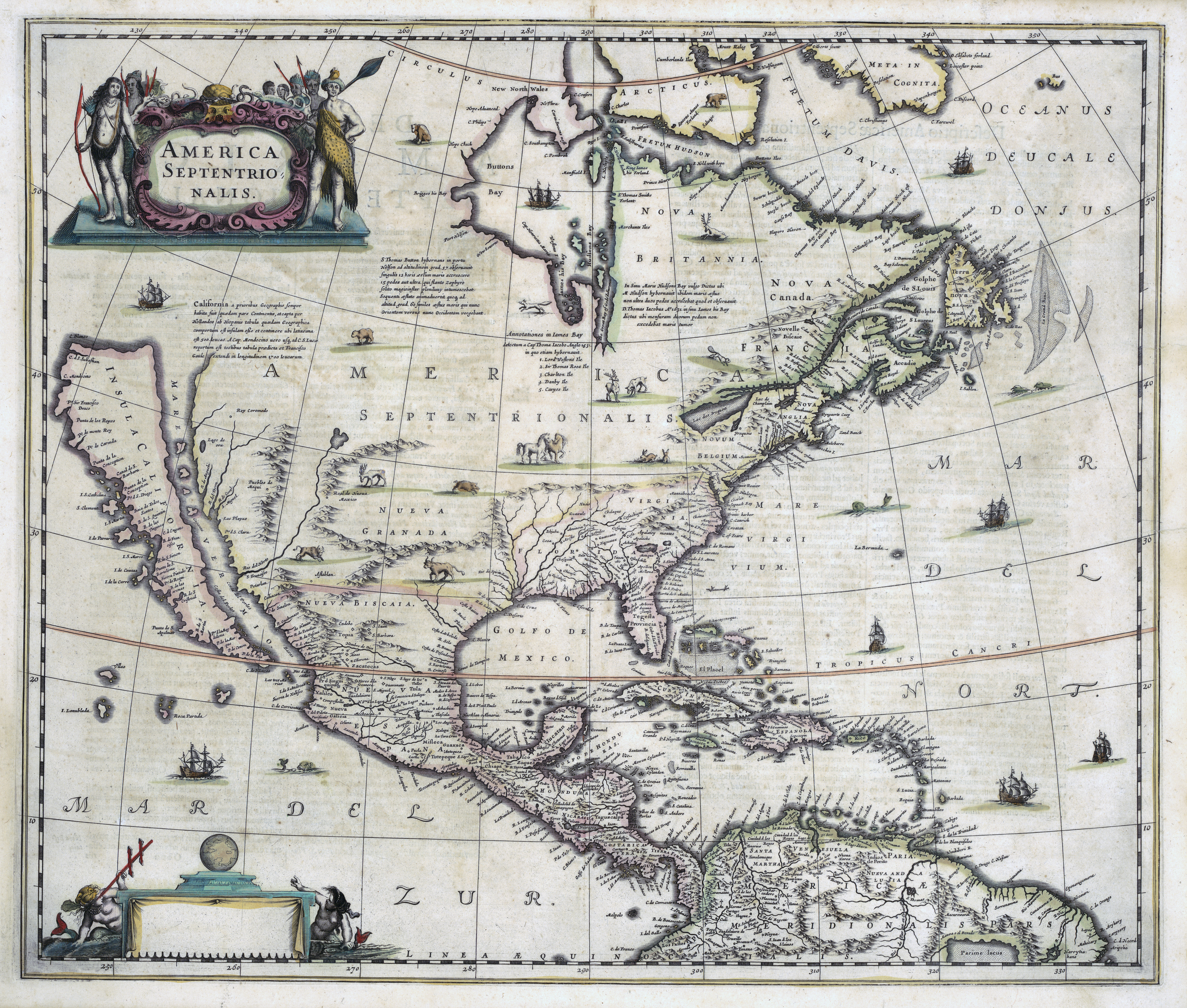
1636年の北アメリカの地図
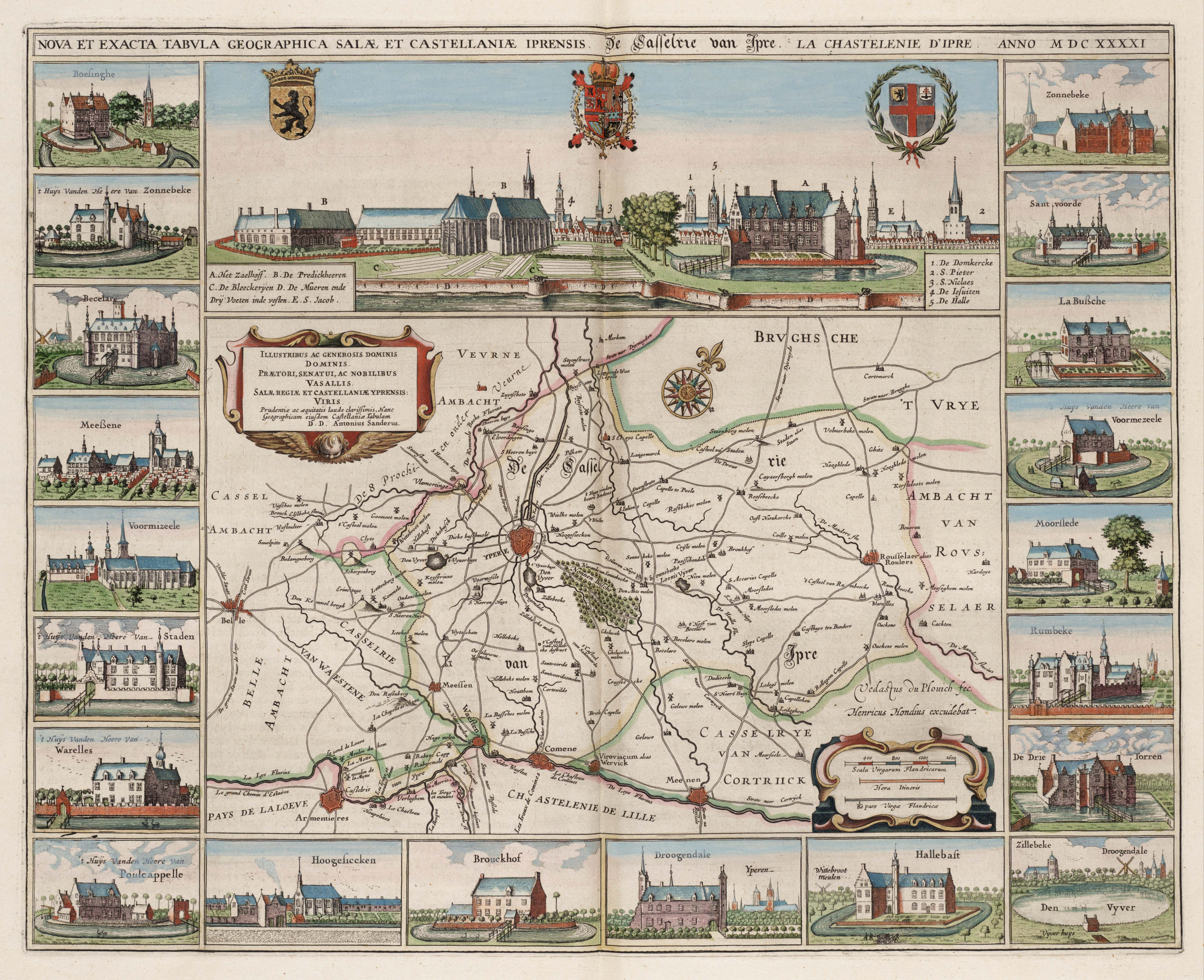
1641年のイーペルの地図
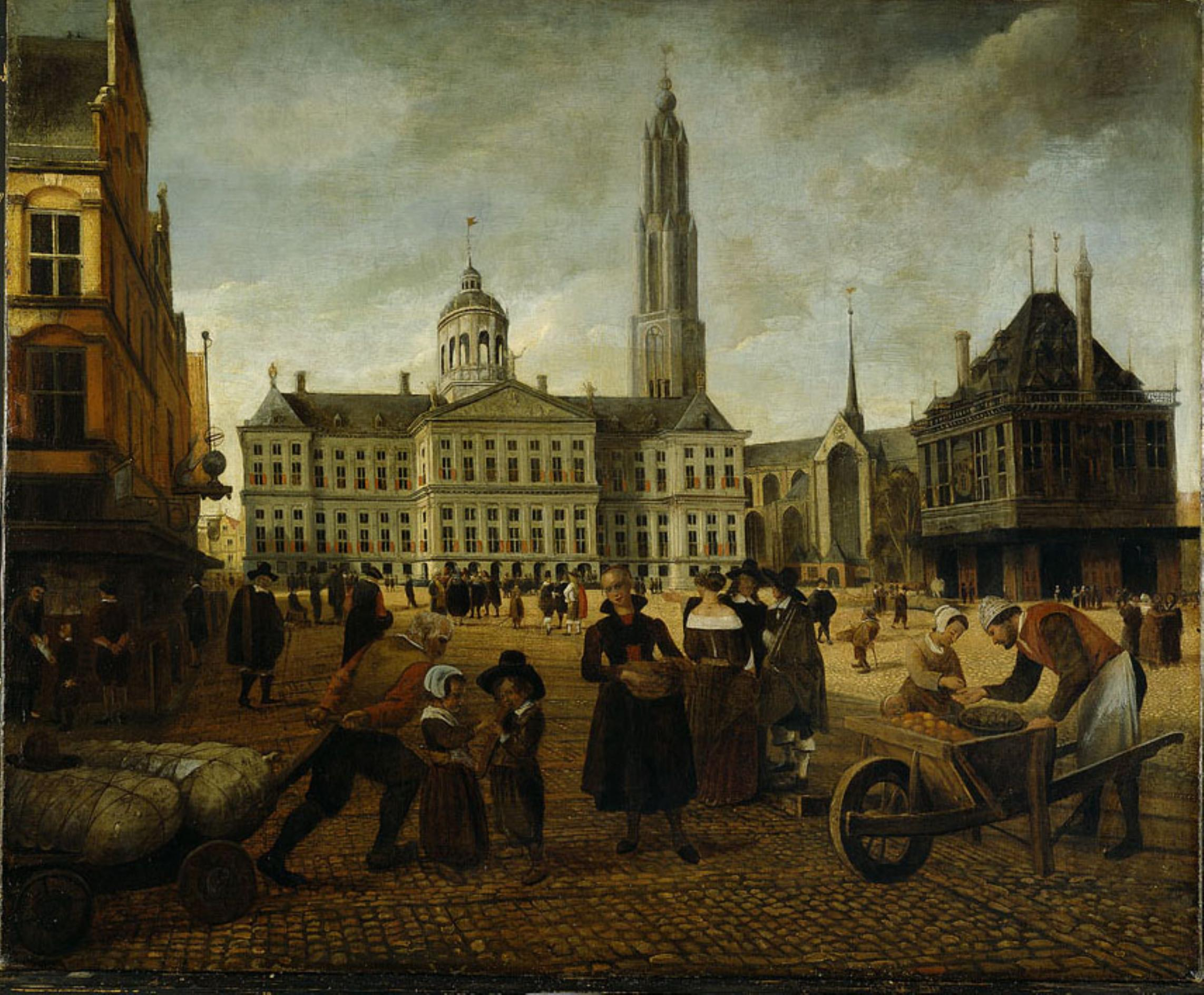
書店「Wakkere Hond」
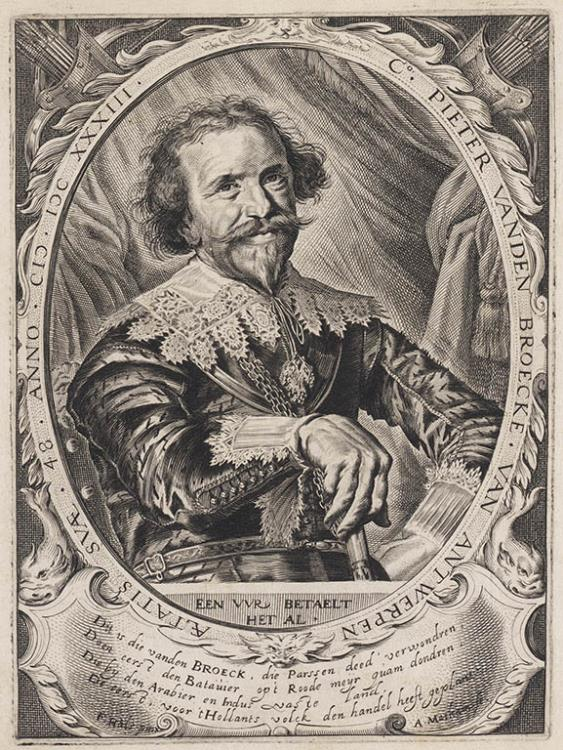
ピーター・ファン・デン・ブルック（英語版）の肖像
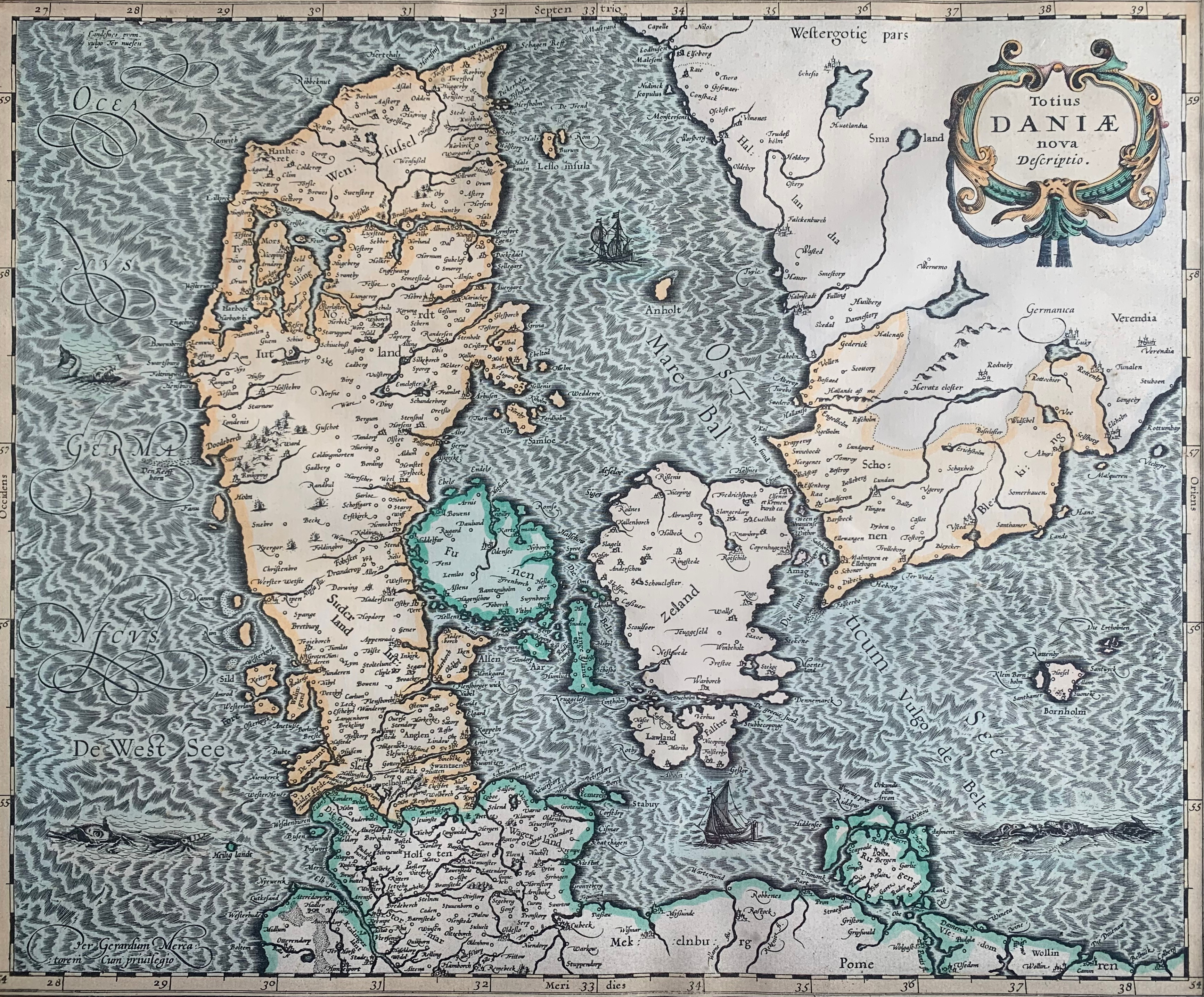
17世紀のデンマークの地図

## 関連文献
- Nadine Orenstein, Hendrick Hondius and the Business of Prints in Seventeenth-century Holland, Sound & Vision Interactive, 1996, ISBN 90-75607-04-0
- Martin Woods. "Antarctic World Views; Henricus Hondius, Polus Antarcticus; Nicholas Visscher, A new and very accurate map of the world", National Library of Australia, Mapping our World: Terra Incognita to Australia, Canberra, National Library of Australia, 2013. ISBN 9780642278098